# Список планет серіалу «Доктор Хто»

## А
- Автопія (англ. Autopia) — рідна планета автопійців. Вони створили досконалу науку, культуру та мистецтво, в усьому поклалися на роботів-рабів, а самі жили у вигаданому світі з книг. Була основним місцем дії в однойменному коміксі 2009 року.
- Адипоуз-3 (англ. Adipose 3) — планета, на якій вирощуються адипоузи. В епізоді «Спільники» (2008) згадується, що цю планету було втрачено, а у «Вкраденій Землі» (2008) з'ясовується, що у зникненні Адипоуз-3 був винен Даврос. Внаслідок зникнення планети адипоузи вирішили вирощувати дітей на Землі, тим самим порушуючи галактичні закони. В серії «Кінець мандрівки» (2008) планета повертається на належне місце.
- Альфава Метраксис (англ. Alfava Metraxis) — планета, що з'являлася у серіях «Час янголів» і «Плоть і камінь» (2010). Тривалість дня на Альфава Метраксис складає 11 годин. Корінне населення — Аплани — вимерло за 400 років до подій серії, через 200 років після їхньої загибелі планету було перероблено під колонію землян.
- Андрозані Велика (англ. Androzani Major) — планета та місце дії у серії Печери Андрозані (1984). Була втягнута в бойові дії на Малій Андрозані.
- Андрозані Мала (англ. Androzani Minor) — планета в серії Печери Андрозані (1984), єдине у Всесвіті місце, де видобувають спектропікал — чудесну речовину, що подовжує життя. Маленька планета, коли Доктор прибув на неї, була поцяткована затяжною війною, що трапилася через нескінченну різню військових, контрабандистів, терористів, бандитів, корумпованих політиків і все зло війн. Доктор не зміг зупинити війну, але попередив іще більшу небезпеку обом Андрозані, хоча й ціною власного життя. В п'ятому епізоді серії стало відомо про те, що у глибинах печер планети майже немає повітря, але там мешкають велетенські кажани, чиє молоко здатне попередити смерть.
- Анура (англ. Anura) — рідна планета раси амфібій, практично повністю вкрита водою. Мерграс з анімаційного серіалу «У пошуках нескінченності» (2007) був ануранцем.
- Апалапучія (англ. Apalapucia) — планета, яку відвідують Одинадцятий Доктор, Емі та Рорі в епізоді «Дівчина, яка чекала». За словами Доктора, планета є № 2 у списку 10 планет, які зобов'язаний відвідати кожен свідомий міжгалактичний мандрівник. Також він говорить, що на ній є шпилі будинків, що парять, срібні колонади та дуже гарні заходи. Проте прибувши туди, вони лише знаходять білі кімнати після спалаху епідемії «Чен-7», що вбиває всіх із двома серцями.
- Арголіс (англ. Argolis) — планета, на якій живуть дві ворогуючі раси арголіни та фоамазі. Арголіс став радіоактивним після 20-хвилинної війни. Арголіни, що пережили війну, зробили Арголіс «першою з вільних планет». Вони створили «Вільний рій», присвячений відпочинку та взаєморозумінню з представниками різних культур.
- Арідіус (англ. Aridius) — планета, яка початково була вкрита численними океанами. Проте через інцидент з однією з зірок планета перетворилася на суцільну пустелю, через що багато видів, які раніше населяли Арідіус, загинули. Є основним місцем дії у серії Гонитва (1965).
- Аркадія (англ. Arcadia) — планета, колонізована людьми у XXV столітті. У «Судному дні» (2006) Десятий Доктор говорить, що бився проти далеків на Аркадії, лінії фронту війни Часу, і згадує про її падіння. У серіалі «Торчвуд», в епізоді «Цьом-цьом, піф-паф» (2008) сюжет розгортається навколо алмаза Аркадії, який розшукує капітан Джон Гарт. Однак, у серії «День Доктора» Одинадцятим Доктором згадується, що Аркадія — друге місто Галіфрея.
- Асгард (англ. Asgard) — в епізоді «Тиша у Бібліотеці» (2008) згадується, що Доктор і Рівер Сонг якось були там на пікніку.

## Б
- Балхун (англ. Balhoon) — можливо, рідна планета Мокса з Балхуну з епізоду «Кінець світу» (2005).
- Барселона (англ. Barcelona) — планета, на якій живуть собаки без носів. Планета згадується в епізоді «Роздоріжжя» (2005) та у спеціальному випуску «Діти у злиднях» (2005), а також у «Вогнях Помпеї» (2008).
- Бессан (англ. Bessan) — планета згадується в епізоді «Шкільна зустріч» (2006), як одна з багатьох планет, підкорених крилітанцями.
- Бібліотека (англ. The Library) — планета, на якій зібрано всі написані людством книги. Планету було покинуто після того, як на неї вилупився з книг смертоносний рій Вашта Нерада. В LI столітті Десятий Доктор і Донна Ноубл відвідують Бібліотеку, епізоди «Тиша у Бібліотеці» та «Ліс мертвих» (2008).

## В
- Вега (англ. Vega) — планета, яку населяє практикуюча раса гірних інженерів.
- Волаг-Нок (англ. Volag-Noc) — найхолодніша планета в галактиці. Є в'язницею для найбільш небезпечних міжгалактичних бандитів, таких як Бальтазар. Десятий Доктор і Марта Джонс відвідують Волаг-Нок у мультсеріалі «У пошуках нескінченності» (2007).
- Вулкан (англ. Vulcan) — планета, на якій розташована людська колонія в серії Сила далеків (1966). Має атмосферу, подібну на земну, але на ній є також ртутні болота[1][2].

## Г
- Галліфрей (англ. Gallifrey) — рідна планета володарів часу. Вона ймовірно знаходиться в самому центрі Сузір'я Дому, Нижчим Расам відомого як сузір'я Кастерборус. У своїй системі планет Галіфрей другий від сонця. Планета вперше з'являється (але не називається) в епізоді Воєнні ігри (1969) і вперше називається (але не з'являється) в епізоді Воїн часу (1974). Планету було знищено у війні Часу. Тимчасово повертається в історії Кінець часу (2009). У спецвипуску «День Доктора» (2013) до 50-річчя серіалу 13 втілень Доктора спільними зусиллями рятують планету від далеків. В епізоді «Час Доктора» (2013) з'ясовується, що планета тепер в іншому Всесвіті.
- Гамма (англ. Gamma) — батьківщина дівчини-солдата з Прихистку демонів, яка, за її словами, одного разу зустріла Доктора в «лісах Гамми» а згодом стала на його бік в епізоді «Хороша людина іде на війну» (2011), де й була згадана планета. Мова цієї планети не має слів «ставок» і «мелодія», тому ім'я дочки Емі Понд «Мелоді Понд» (мелодія, ставок) на вишитій дівчиною хустці звучало як «Рівер Сонг» (ріка, пісня), і, в подальшому, Мелоді носила вже це ім'я.
- Герметика (англ. Hermethica) — рідний світ Мережі з епізоду «Ящик для ідіота» (2006). Мешканці планети зовсім не безформні, проте Мережа та її злочинне угруповання знайшли спосіб перетворити себе на плазматичну енергію та спробувала захопити владу на батьківщині.
- Гіперон (англ. Hyperon) — планета, згадана в епізоді Походження далеків (1974). Даврос допитує Доктора, щоб дізнатися про війни, в яких далеки програють. Він дізнається, що в 17000 космічному році, далеків були зупинено втручанням військових ракет з планети Гіперон. Ракети було зроблено з металу, не чутливого до вогневої моці далеків. Їхні сили були повністю розбиті.
- Гріффот (англ. Griffoth) — рідна планета граска, яка з'являється в інтерактивному епізоді «Атака Граска» (2005). Є однією з 27 планет, вкрадених далеками в епізоді «Вкрадена Земля» (2008).

## Д
- Дарілліум (англ. Darillium) — планета, що згадується в епізоді «Ліс мертвих» (2008). Доктор відвіз туди професора Рівер Сонг подивитися на співаючі вежі.
- Дева Лока — планета, схожа на рай, показана в серії Кінда (1982). Більша частина планети вкрита джунглями. Це рідна планета миролюбної раси кінда, які володіють телепатією.
- Джаху (англ. Jahoo) — одна з 27 планет, вкрадених далеками у «Вкраденій Землі» (2008).
- Дравідія (англ. Dravidia) — планета у планетарній конфігурації Рексел, була згадана у п'єсі «Тріумф кохання» у «Коді Шекспіра» (2007). Дравідійський корабель упав на Карн у серії Мозок Морбіуса (1976).

## Ж
- Жіночий плач (англ. Woman Wept) — планета, яку відвідували Дев'ятий Доктор і Роуз Тайлер. Єдиний континент на планеті дивно викривлений і, якщо дивитися на нього згори, нагадує жінку, що плаче. Океан, що омиває цей континент, цілком замерз через природний катаклізм. Роуз згадує про візит на Жіночий плач в епізоді «Бум у місті» (2005). Це одна з планет, яку вкрав Даврос в епізоді «Вкрадена Земля» (2008).

## З
- Земля, також відома деяким расам як Терра чи Сол-3 (англ. Earth / Terra / Sol-3) — рідна планета людей. Іншими істотами земного походження є силуріанці, морські дияволи, «феї» та в альтернативному майбутньому гемовори та кіберлюди. Один з 27 вкрадених далеками світів. В одному з епізодів серіалу «Торчвуд» говорилося, що Земля слугувала в'язницею для біблійного демона Абаддона, сина Звіра, якого зустрів Десятий Доктор у серії «Темниця сатани» (2006). В епізоді «Наречена-утікачка» (2006) виявилося, що під час утворення Землі центром планети став космічний корабель ракносів. Колись у неї була планета-близнюк під назвою Мондас. У 200 000 році у Землі вже п'ять місяців. Земля часто стає метою інопланетних вторгнень. З кінця XX — початку XXI століття Земля є планетою «п'ятого рівня», яка може виявляти деякі космічні кораблі, що наближаються, та захищена галактичним законом від «вирощування». До LI століття люди розвинули можливості для подорожей у часі. В епізоді «Кінець світу» (2005) Дев'ятий Доктор і Роуз Тайлер стають свідками загибелі Землі через розширення Сонця у п'ятимільярдному році. До того часу всі люди переселилися на інші планети галактики.

## І
- Притулок далеків (англ. Asylum of the Daleks) — повністю автоматизована планета, де далеки утримують своїх найнебезпечніших і найбожевільніших родичів, відмовляючись убивати їх лише через їх здатність ненавидіти, яку далеки обожнюють. Планета захищена силовим полем, яке можливо вимкнути лише зсередини Притулку. Парламент далеків захотів знищити планету і попросив Доктора спуститися на неї і вимкнути поле, що не дозволяло їм розпочати атаку зовні. Щоб захистити їх від трансформування у людські копії далеків через нанополе, яке є своєрідною охоронною системою планети, вони дали Докторові, Емі та Рорі спеціальні браслети та за допомогою променевого телепорту спустили їх на планету. Після вимкнення силового поля далеки розпочали атаку на Притулок.

## К
- Калдерон Бета (англ. Calderon Beta) — «планета забігайлівок», на яку збиралися вирушити Одинадцятий Доктор і Рівер Сонг в історії «Перша ніч» (2011) серії міні-епізодів «Ніч та Доктор». За словами Доктора, там є дерево на північному боці гори, що стоїть серед моря, видершись на нього 23 квітня 2360 року, можна було побачити більше за все зірок, ніж будь-коли в історії.
- Калуфракс (англ. Calufrax) — мертва крижана планета, яка насправді була замаскованою частиною Ключа Часу у Планеті піратів (1978).
- Калуфракс Другий (англ. Calufrax Minor) — згадується в епізоді «Вкрадена Земля» (2008), як одна з 27 планет, вкрадених Давросом.
- Карн (англ. Carn) — третя планета в системі планет Галіфрея. Карн знаходиться у кількох мільярдах миль від Галіфрея та має населення не більше декількох мільйонів. З'являється в епізоді Мозок Морбіуса (1976), у приквелі «Ніч Доктора» (2013) до ювілейного епізоду «День Доктора» (2013), у приквелі до епізоду «Учень чародія» (2015) та самій серії.
- Кастровальва (англ. Castrovalva) — планета, створена Майстром, яка знаходиться в петлі часу. Кастровальву відвідав Доктор у своїй п'ятій регенерації з метою відпочити та прийти в себе. Пізніше Кастровальва була знищена Шардованом в епізоді Кастровальва (1982)
- Катріган Нова (англ. Catrigan Nova) — планета, на яку Майстер обіцяв узяти свою масажистку в епізоді «Останній володар часу» (2007). На цій планеті є вири з золота.
- Клом (англ. Clom) — батьківщина Абзорбалова з епізоду «Кохання і монстри» (2006), планета-близнюк Раксакорікофалапаторіусу. У «Вкраденій Землі» (2008) Клом є однією з 27 планет, які було викрадено з часу та простору Давросом і далеками. Коли Десятий Доктор дізнається про це, він вигукує: «Клом зник? Кому потрібен Клом?». У серіалі «Пригоди Сари Джейн» в епізоді «Помста Слівінів» (2007) один з лиходіїв у відчаї вигукує: «В ім'я Клому!».
- Креспаліон (англ. Crespallion) — батьківщина синьошкірих інопланетян, які керували Платформою Один у «Кінці світу» (2005).
- Кроп Тор (англ. Krop Tor) — планета, що неймовірним чином обертається навколо чорної діри. На цій планеті відбувається дія епізодів «Неможлива планета» та «Темниця сатани» (2006). Її назва перекладається як «Гірка пілюля». Згідно з легендою, чорна діра була демоном, який спочатку проковтнув планету, а потом виплюнув, зрозумівши, що вона отруйна. Врешті-решт, планета впала у чорну діру та була знищена.
- Курхан (англ. Kurhan) — згадується в епізоді «42» (2007), коли Десятий Доктор пропонує Марті Джонс вирушити на цю планету та покататися на ковзанах по мінеральним озерам.

## Л
- Лакертія (англ. Lakertya) — планета лакертіанців. На деякий час планету захопили тетрапи та Рані, обернувши її мешканців на рабів. Рані планувала перебудувати планету на місце керування часом Всесвіту за допомогою створеного нею Мозку, але завдяки прибуттю Доктора її план було зірвано, як і наступна спроба підірвати всю планету.
- Лімус-4 (англ. Limus 4) — планета, згадана Четвертим Доктором в епізоді Вільний рій (1980).
- Логополіс (англ. Logopolis) — планета математиків. На неї вирушають Четвертий Доктор, Адрік і Тіган Джованка з метою ремонту системи маскування TARDIS; туди ж вирушає й Майстер. Є основним місцем дії в однойменній серії 1987 року.
- Люцифер (англ. Lucifer) — планета-газовий гігант, згаданий Дев'ятим Доктором у серії «Злий вовк» (2005).

## М
- Майра (англ. Mira) — туманний і болотистий світ, вкритий низькорослою рослинністю; рідний світ візіанців — невидимих хижих тварин. Згідно з Першим Доктором, на Майра не мешкає ніякого іншого розумного життя. З'являється в серії План Повелителя далеків (1965—1966).
- Мала Дзета (англ. Small ζ) — планета, яку Четвертий Доктор і Сара Джейн Сміт відвідали в серії Планета зла (1975). На планеті знаходяться поклади невідомої копалини, яка може замінити навіть енергію невеликого Сонця на декілька тисяч років. Також на планеті є дивна та дуже небезпечна форма життя, що складається з антиречовини
- Малкассайро (англ. Malcassairo) — планета, що з'являється в епізоді «Утопія» (2007). Є рідною планетою малмутів — народу Шанто. Планета на краю Всесвіту стала домом для людей-біженців і ворожого «Нового виду», і майже всі малмути були знищені.
- Марінус (англ. Marinus) — рідна планета марінусійців і вурдів. Планета була вкрита кислотними морями та скляними кристалами на пляжах. Є основним місцем дії в серії Ключі Марінуса. Також на ній знаходилася Совість Марінуса — суперкомп'ютер, що контролює розуми мешканців планети і, таким чином, не давав статися насиллю.
- Марс (англ. Mars) — рідна планета крижаних воїнів і Повені. Крижані воїни заморозили Повінь у льодовику на планеті під час подій Гіркої війни.
- Меліса Маджорія (англ. Melissa Majoria) — рідна планета більшості земних бджіл, згадувана в епізоді «Вкрадена Земля» (2008).
- Мессаліна (англ. Messaline) — планета, яку Десятий Доктор, Донна Ноубл і Марта Джонс відвідують в епізоді «Донька Доктора» (2008). На момент прибуття Доктора на планеті йшла війна між фракціями колоністів — людьми та хатами. Війну було припинено Доктором, який запустив процес тераформування планети. До тераформування Мессаліна була холодною, вітряною та скелястою планетою, на поверхні якої часто зустрічалися небезпечні зибучі ями. Планета має три місяці.
- Метебіліс-3 (англ. Metebilis Three) — планета, згадувана в «Докторі Хто». Її згадує Бригадир Летбрідж-Стюарт у серії Воїн часу (1974—1975). Також її згадує Сара Джейн Сміт у серії Весілля Сари Джейн Сміт (2009) серіалу «Пригоди Сари Джейн». Третій Доктор у виконанні Джона Пертві відвідує цю планету в серії Зелена смерть (1973), де знаходить блакитний кристал, який пізніше фігурував у Планеті павуків (1974), також планета згадується в серії «Ховайся» (2013) сьомого сезону: Одинадцятий Доктор показує психохронограф, привезений з Метебіліс-3.
- Молдокс (англ. Moldox) — планета, колонізована людьми. Молдокс розташований у спіралі «око Тантала». Рідна планета Золи, супутниці Воєнного Доктора в романі Джорджа Манна «Механізми війни» (2014).
- Мондас (англ. Mondas) — планета-близнюк Землі, що з'являється в епізоді Десята планета (1967). Є рідною планетою кіберлюдей.

## Н
- Некрос (англ. Necros) — планета з історії з Шостим Доктором Викриття далеків (1985).
- Нова Венера (англ. New Venus) — згадується в епізоді «Довготривала гра» (2005). У 200-тисячному році на архіпелазі цієї планети піщані бурі призвели до 200 загиблих.
- Нова Земля (англ. New Earth) — планета в галактиці М87. Вперше з'являється в однойменному епізоді (2006) та є новим прихистком людства у п'ятимільярдному році. В Нової Землі такий самий розмір, атмосфера й орбіта, як у Землі, але відрізняються континенти та екологія. На Новій Землі є Новий Нью-Йорк (15-й за рахунком після оригінального міста). В епізоді «Затор» (2007) більшість мешканців цього міста помирає від вірусу, і лише частині населення, ізольованій на підземній автомагістралі, вдається уникнути зараження.

## П
- Пайровайлія (англ. Pyrovilia) — рідна планета пайровайлів — кам'яних створінь, які з'являються в епізоді «Вогні Помпеї» (2008). Їх батьківщина була вкрадена далеками, після чого пайровайли спробували захопити Землю та використати її для створення нової раси. Після знищення далеків планету було повернуто назад на свою орбіту.
- Пен Гексико-2 (англ. Pen Haxico 2) — планета, на яку планував утекти кіборг Макс Капрікорн в епізоді «Мандрівка проклятих» (2007). Він згадує, що на планеті є тропічні пляжі та леді, які обожнюють метал.
- Північ (англ. Midnight) — курортна планета, що складається з діамантів, яку Десятий Доктор і Донна Ноубл відвідують в епізоді «Північ» (2008). На планеті є золоті спа, антигравітаційні ресторани та сапфірові водоспади. Сонце планети випромінює радіацію, що випаровує органіку, тому на Північ можна дивитися лише через дуже товстий шар скла. Радіація отруїла діаманти, тому до поверхні планети ніколи не вдасться доторкнутися. Проте, на планеті присутня деяка форма життя, яка вселяється в туристку Скай Сільвестрі.
- Планета Один (англ. Planet One) — перша планета у Всесвіті. На скелі є написи, які не можуть розшифрувати уже мільйони років. У серії «Пандорика відкривається» (2010) Доктор прилітає з Емі Понд перекласти ці написи за допомогою TARDIS. Напис свідчить: «HELLO, SWEETIE» та координати, які написала Рівер Сонг. Потім Доктор вирушає на Землю, в 102 рік нашої ери та зустрічає Рівер.
- Полімос (англ. Polymos) — рідна планета Свідомості Нестін, згідно з романами «Тисячолітні обряди» (1995) та «Synthespians» (2004).
- Пуш (англ. Poosh) — планета, згадувана в епізоді «Північ» (2008). Загублений місяць Пуш є темою курсової роботи студентки Ді-Ді Бласко. В епізоді «Вкрадена Земля» (2008) виявляється, що місяць Пуш — один з 27 світів, вкрадених далеками.
- П'ята планета (англ. The Fifth Planet) — планета, що знаходилася в Сонячній системі. Зруйнована Володарями Часу при спробі знищити фендалів. Рештки планети утворили пояс астероїдів, який розташований між Марсом і Юпітером.

## Р
- Раксакорікофаллапаторіус (англ. Raxacoricofallapatorius) — рідний світ раксакорікофаллапаторіанців, планета-близнюк Клома. Вперше згадується в епізоді «Третя світова війна» (2005). Однією з найвідоміших родин раксакорікофаллапаторіанців є Слівіни (англ. Slitheen). Дев'ятий Доктор, Роуз Тайлер і капітан Джек Гаркнесс відвідують цю планету між серіями «Бум у місті» та «Злий вовк» (2005). Саму планету на екрані не показано.
- Ранкс (англ. Ranx) — планета, згадана в серії Жахи Едему. На ній помаранчево-багряне небо й обертається вона навколо помаранчевого сонця.
- Регентство Падрівол-9 (англ. Padrivole Regency 9) — планета, згадувана в епізоді «Сміт і Джонс» (2007). Плазмовор убила дочку принцеси цієї планети.
- Рексел Четвертий (англ. Rexel 4) — батьківщина карріонітів, розташована у планетарній конфігурації Рексел. Планета згадується в епізоді «Код Шекспіра» (2007).
- Рута-3 (англ. Ruta 3) — рідна планета рутанів.

## С
- Сан-Геліос (англ. San Helios) — пустельна планета, яку Десятий Доктор і леді Крістіна де Суза відвідали в епізоді «Планета мертвих» (2009). Планета розташована в туманності Скорпіона та має три сонця — блакитне, біле та оранжеве. Колись Сан-Геліос була розвиненою планетою з населенням 100 мільярдів осіб, однак, після нападу іншопланетного рою, все на планеті перетворилося на пісок.
- Сарн (англ. Sarn) — планета, відвідана П'ятим Доктором у серії Планета вогню. Планета з високим ступенем вулканічної активності, скеляста та безплідна.
- Скаро (англ. Skaro) — рідна планета талів, каледів і далеків. Уперше з'являється в епізоді Далеки (1963—1964). Це друга (після Землі) планета, що з'явилася в телесеріалі в 1963 році. Скаро — кам'яниста, безплідна планета з бідною рослинністю. Іноді поверхню планети огортає товстий шар туману. Верхні шари атмосфери червоні через ядерний розпад Скаро, спричинений Тисячолітньою війною талів і каледів. Орієнтирами на планеті слугували озеро Мутацій і Скаменілий ліс. Цей ліс було знищено Рукою Омеги в епізоді Спогади далеків (1988), коли Сьомий Доктор ошукав Давроса. В телевізійному фільмі 1996 року виявляється, що у Скаро два місяці. Планету було знищено у Війні Часу.
- Сонтар (англ. Sontar) — рідна планета сонтаранців. Згадується в епізодах «План сонтаранців», «Отруєне небо» (2008) та «Час Доктора» (2013).
- Сто (англ. Sto) — планета, що знаходиться в Касавалійському поясі. Батьківщина Астрід Пет та інших пасажирів і членів екіпажу «Титаніка» з епізоду «Мандрівка проклятих» (2007).

## Т
- Телос (англ. Telos) — планета кіберлюдей у серії Гробниця кіберлюдей (1967).
- Тіволі (англ. Tivolie) — планета, завжди готова здатися. Ця цивілізація — одна з найстаріших у галактиці. За словами Доктора, боягузтво їх мешканців не зворушлива, а підступна і тому вони так довго існують. Рідна планета Гіббіса з серії «Комплекс Бога» (2011), також згадана в серії «Перед потопом» (2015). Їхній гімн звучить так: «Хай живе (вставте ім'я)».
- Трензалор (англ. Trenzalore) — планета, на якій Докторові не можна з'являтися. Планета-кладовище, де його майбутнього поховано. В епізоді «Ім'я Доктора» (2013) він змушений вирушити до Трензалору, щоб урятувати своїх друзів: Вастру, Дженні та Стракса, і потрапляє в пастку, сплановану Великим Розумом. Також, сам не знаючи того, Одинадцятий Доктор прилітає туди на дивний сигнал, надісланий усьому Всесвітові, в епізоді «Час Доктора» (2013). Пізніше він розшифровує сигнал, який містить питання: «Доктор Хто?». Він знаходить часову тріщину в башті в містечку Трензалора Різдво, що знаходиться в полі правди. Після перекладу сигналу Доктор розуміє, що цей сигнал надсилають Володарі Часу, щоб переконатися, що вони в безпеці і можуть вийти з іншого Всесвіту. Але на Трензалорі може розпочатися війна, оскільки цей сигнал почуло багато рас з усього Всесвіту. Щоб цього не сталося, Доктор не вимовляє свого імені та залишається захищати планету аж до своєї регенерації.

## У
- Уд-Сфера (англ. Ood-Sphere) — батьківщина удів в епізоді «Планета удів» (2008). Це холодна безплідна планета з великою кількістю гір і печер. На її небосхилі можна побачити декілька місяців і сірувато-рожеву планету з кільцем. Уд-Сфера знаходиться поруч з Сенсо-Сферою (можливо, вони відносяться до однієї зоряної системи).

## Ф
- Фейк (англ. Fake) — планета-голограма. Весь Галактичний спам походить саме з цієї планети. Є основним місцем дії в коміксі «Фільтр спаму» (2015).
- Фелспун (англ. Felspoon) — планета, яку Донна Ноубл згадує в епізоді «Кінець мандрівки» (2008). На цій планеті є гори, що розгойдуються на вітрі та рухаються.
- Ферос (англ. Pheros) — планета, яку Десятий Доктор і Марта Джонс відвідують у другому епізоді мультсеріалу «У пошуках нескінченності» (2007). Це рідна планета Коу, механічного папуги Балтазара.
- Флорана (англ. Florana) — одна з найгарніших планет у Всесвіті, згадана в серії Вторгнення динозаврів (1974). Доктор казав, що її земля завжди встелена духмяними квітами, моря наче тепле молоко, піски м'які, ніби лебедячий пух і струмки з водою, що чистіші за найпрозоріший кристал.

## Ч
- Чим (англ. Cheem) — рідна планета Лісу Чиму, високорозвинених дерев, які були надіслані делегатами на «поглинання Землі» Сонцем, при становленні його червоним гігантом. Їх представниця Джейд сказала, що вони нащадки лісу в Бразилії на Землі.

## Ш
- Шалакатоп (англ. Shallacatop) — одна з 27 планет, вкрадених Давросом у «Вкраденій Землі» (2008).
- Шан Шен (англ. Shan Shen) — планета, яку Десятий Доктор і Донна Ноубл відвідують в епізоді «Поверни ліворуч» (2008). Вона є планетою в «китайському» стилі з багатьма пагодами та прапорами. У Шан Шен два місяці.

## Ю
- Юстиція (англ. Justicia) — система планет-в'язниць, описана в романі Стівена Коула «Монстри всередині» (2005) з циклу «Пригоди нових серій». У системі Юстиція багато планет, шість з яких названо за літерами грецького алфавіту: Правосуддя Альфа (англ. Justice Alpha), Правосуддя Бета (англ. Justice Beta), Правосуддя Гамма (англ. Justice Gamma), Правосуддя Дельта (англ. Justice Delta) та Правосуддя Іпсилон (англ. Justice Epsilon). Існує ще одна планета під назвою Основне Правосуддя (англ. Justice Prime). Роуз Тайлер згадує про візит на Юстицію в епізоді «Бум у місті» (2005). Це перше посилання на події роману в серіалі.

## Інше

### Галактики
- Галактика Айзоп (англ. The Isop Galaxy) — місцезнаходження планети Вортіс в епізоді Планета-мережа (1965). В епізоді «Злий вовк» (2005) говориться, що Обличчя Бо — найстаріша істота галактики Айзоп.

### Туманності та інші зоряні ділянки
- Кастерборус (англ. Casterborus) — сузір'я, в якому знаходиться рідна планета Доктора — Галліфрей. Вперше було згадане Четвертим Доктором у серії Піраміди Марса (1975). Воно було зображено на ключі від TARDIS, який носили Третій, Четвертий і Восьмий Доктори. У відродженому серіалі вперше було згадане в серії «Мандрівка проклятих» (2007)
- Кільця Акатену (англ. The Rings of Akhaten) — сім світів, що обертаються на орбіті однієї зірки. Мешканці вірять, що все життя у Всесвіті зародилося саме в Кільцях Акатену. Під час подорожі з Кларою Освальд в епізоді «Кільця Акатену» (2013) Одинадцятий Доктор стверджував, що був тут з онучкою. Раз на тисячу років, коли Кільця вишикуються в одну лінію, проводиться Фестиваль Підношень, де обрана Королева Літ співає пісні Богу Акатену, щоб занурити його в сон іще на тисячу років.
- Порожнеча (англ. The Void) — назва, дана Володарями Часу простору між вимірами. В епізоді «Армія привидів» (2006) Доктор згадує, що Вічні називали простір (англ. Howling), а деякі називають його Пеклом. Всередині Порожнечі нічого не існує, навіть час. Є домом (або місцем вигнання) деяких істот.

### Супутники
- Місяць (англ. The Moon) — природний супутник Землі. В епізоді База на Місяці (1967), дія якого відбувається у XXI столітті, на Місяці розташувався центр впливу на погоду, а в епізоді Космічний кордон (1973) у XXVI столітті Місяць став в'язницею для політичних в'язнів. В епізоді «Сміт і Джонс» (2007) міжгалактична поліція тимчасово перемістила на Місяць Королівську Лікарню Надії. У фіналі епізоду «Давай уб'ємо Гітлера» (2011) в LII столітті Рівер Сонг починає навчатися у Місячному університеті на археолога. В епізоді «Вбити Місяць» (2014) виявляється, що Місяць — яйце невідомої істоти. В 2049 році воно вилуплюється та відкладає нове яйце — новий Місяць.
- Пазіті Галіфрея — один з двох супутників Галліфрея. Він світився мідним сяйвом і був видимий протягом усього дня. Пазіті Галіфрея був сильно індустріалізований галіфрейцями для виплавки металів. Давні галіфрейці поклонялися йому як непорочній Богині. Згадується у книзі «Колиска кішки: Випробування у часі» серії книг «Пригоди нових серій»

### Решта
- Малдоваріум — астероїд, що є власністю Доріума Малдовара, на ньому в LII столітті є космопорт, бари та інші заклади. Вперше з'являється в серії «Пандорика відкривається» (2010).
- Паралельна Земля (англ. A Parallel Earth) була відвідана Третім Доктором в епізоді Пекло (1970). Десятий Доктор знову відвідав паралельну Землю (яку він пізніше назвав «Світ Піта») в епізодах «Повстання кіберлюдей», «Сталева ера», «Судний день» (2006) іі «Кінець мандрівки» (2008). Можливо, це була інша паралельна Земля.
- Півострів Бошейн (англ. Boeshane Peninsula) — місце, де народився капітан Джек Гаркнесс, вперше згадується в епізоді «Останній володар часу» (2007).
- Прихисток демонів (англ. Demons Run) — астероїд, на якому знаходилася база мадам Коваріан. Про сам астероїд мало що відомо, але він став місцем народження Рівер Сонг у серії «Хороша людина іде на війну» (2011). Назва астероїда є частиною фрази «Демони втікають, коли хороша людина іде на війну» (англ. Demons run when a good man goes to war).